# Фридрих VI (Швабия)
Вижте пояснителната страница за други личности с името Фридрих VI.
Фридрих VI (на немски: Friedrich VI; * февруари или 16 април 1167, Модиляна, провинция Форли-Чезена, † 20 януари 1191, Акон) от династията Хоенщауфен, е херцог на Швабия от 1170 г. до смъртта си.

## Биография
Той е третият син на император Фридрих I Барбароса и втората му съпруга Беатрис I Бургундска.
Фридрих VI (понякога се брои като Фридрих V) се казва по рождение Конрад. Най-големият му брат Фридрих V умира на 28 ноември 1170 г. Тогава Конрад е преименуван на Фридрих и през 1170 г. получава титлата херцог на Швабия.
На дворцовия празник в Майнц в неделя на 20 май 1184 г. (Петдесетница) Фридрих, заедно с брат му Хайнрих VI, стават рицари. На 27 март 1188 г. Фридрих VI се задължава да придружи баща си в Третия кръстоносен поход. На 11 май 1189 г. той тръгва от Регенсбург с войската от кръстоносци. В Унгария той се сгодява през 1189 г. с Констанция Арпад (1177 – 1240), дъщеря на крал Бела III.
След смъртта на Фридрих I Барбароса на 10 юни 1190 г. в реката Салеф в Мала Армения Фридрих VI получава ръководенето на немската кръстоносна войска. Въпреки че голяма част от кръстоносците напускат войската и потеглят от Антиохия с кораби обратно към родината, Фридрих VI тръгва с остатъка от войската към Йерусалим. В Триполи много от придружителите му се разболяват от малария, заради което в началото на октомври 1190 г. Фридрих VI обсажда с малко рицари град Акон, където умира от малария на 20 януари 1191 г. и е погребан. Понеже градът е още окупиран от войниците на Саладин, останалите кръстоносци не могат да влязат в града и след смъртта на Фридрих VI напускат Светите земи.